# Leo Jonsson
Leo Klas Erik Jonsson, född 16 april 2004 är en svensk fotbollsspelare (anfallare) som spelar för IF Sylvia. 

## Karriär
Leo Jonssons moderklubb är Krokeks IF, från Krokek, beläget strax norr om Norrköping. Han gjorde tidigt flytten till IFK Norrköping och efter att ha avancerat genom klubbens ungdomslag fick han göra sin första tävlingsmatch för klubbens A-lag den 1 september 2022, då han blev inbytt i 2-0-segern mot Täby FK i Svenska Cupen. Tidigare under året hade Jonsson också fått sitta med på bänken i Allsvenskan men utan att komma in i 1-1-mötet mot Degerfors IF.
Den allsvenska debuten kom istället i 3-1-segern mot Halmstads BK den 13 augusti 2023, då Jonsson och lagkamraterna Noel Sernelius och Stephen Bolma alla fick göra sina första framträdanden i högsta serien. Snarare än att vara en del av IFK Norrköping:s allsvenska trupp matchades Jonsson i övrigt i samarbetsklubben IF Sylvia i Ettan Norra under året, där han spelade till sig en ordinarie plats.
Den 9 januari 2024 skrev Jonsson på ett a-lagskontrakt med klubben IFK Norrköping. Den 15 augusti 2024 blev han klar för Jönköpings Södra IF i Söderettan, på ett lån över resterande matcher i säsongen.
I februari 2025 blev Jonsson klar för en permanent övergång till IF Sylvia.

## Statistik
| Klubb                                                 | Säsong            | Inhemsk liga         | Inhemsk liga | Inhemsk liga | Nat. täv. | Nat. täv. | Internat. täv. | Internat. täv. | Totalt | Totalt |
| Klubb                                                 | Säsong            | Serie                | SM           | Mål          | SM        | Mål       | SM             | Mål            | SM     | Mål    |
| ----------------------------------------------------- | ----------------- | -------------------- | ------------ | ------------ | --------- | --------- | -------------- | -------------- | ------ | ------ |
| IFK Norrköping                                        | 2022              | Allsvenskan          | 0            | 0            | 1         | 0         | 0              | 0              | 1      | 0      |
| IFK Norrköping                                        | 2023              | Allsvenskan          | 1            | 0            | 0         | 0         | 0              | 0              | 1      | 0      |
| IFK Norrköping                                        | 2024              | Allsvenskan          | 1            | 0            | 2         | 1         | 0              | 0              | 3      | 1      |
| IFK Norrköping                                        | Totalt i klubblag | Totalt i klubblag    | 2            | 0            | 3         | 1         | 0              | 0              | 5      | 1      |
| IF Sylvia (lån)                                       | 2022              | Ettan Norra          | 1            | 0            | 0         | 0         | 0              | 0              | 1      | 0      |
| IF Sylvia (lån)                                       | 2023              | Ettan Norra          | 27           | 5            | 0         | 0         | 0              | 0              | 27     | 5      |
| IF Sylvia (lån)                                       | 2024              | Div 2 Södra Svealand | 14           | 11           | 0         | 0         | 0              | 0              | 14     | 11     |
| IF Sylvia (lån)                                       | Totalt i klubblag | Totalt i klubblag    | 42           | 16           | 0         | 0         | 0              | 0              | 42     | 16     |
| Jönköpings Södra IF (lån)                             | 2024              | Ettan Södra          | 9            | 2            | 1         | 0         | 0              | 0              | 10     | 2      |
| Jönköpings Södra IF (lån)                             | Totalt i klubblag | Totalt i klubblag    | 9            | 2            | 1         | 0         | 0              | 0              | 10     | 2      |
| IF Sylvia                                             | 2025              | Div 2 Södra Svealand | 1            | 0            | 0         | 0         | 0              | 0              | 1      | 0      |
| IF Sylvia                                             | Totalt i klubblag | Totalt i klubblag    | 1            | 0            | 0         | 0         | 0              | 0              | 1      | 0      |
| Antal matcher och mål är korrekt per den 4 april 2025 |                   |                      |              |              |           |           |                |                |        |        |